# Portugal (strip)
Portugal is een stripverhaal uit 2011 getekend en geschreven door Cyril Pedrosa. Het werd uitgegeven bij Dupuis. Het verhaal is geïnspireerd op het eigen leven van Cyril Pedrosa, die drie grootouders heeft van Portugese oorsprong.

## Verhaal
Simon Muchat, een tekenaar, is niet tevreden, noch met zijn strips noch met zijn leven. Als gast van een stripfestival reist hij voor de eerste maal naar Portugal, het land van zijn grootouders. Hij breekt met zijn vriendin en komt terug in contact met zijn vader en zijn naaste, disfunctionele familie in Frankrijk naar aanleiding van een huwelijk in de familie. Daarna gaat hij zijn verre familie in Portugal opzoeken en logeert in het geboortedorp van zijn Portugese grootvader.

## Prijzen
- Le Point Graphic Novel Prijs, 2011 (Frankrijk)
- Prix Bédélys Monde, 2011 (Quebec)
- Booksellers Comics Award, 2012
- FNAC Graphic Novel Prijs, 2012